# Potentilla papuana
Potentilla papuana är en rosväxtart som beskrevs av Wilhelm Olbers Focke. Potentilla papuana ingår i Fingerörtssläktet som ingår i familjen rosväxter. Utöver nominatformen finns också underarten P. p. celebica.